# Hà Trung (phường)
Hà Trung là một phường cũ thuộc thành phố Hạ Long, tỉnh Quảng Ninh, Việt Nam.
Phường Hà Trung có diện tích 5,68 km², dân số năm 1999 là 6591 người, mật độ dân số đạt 1160 người/km².